# مرکز ملی هنر و فرهنگ ژرژ پمپیدو

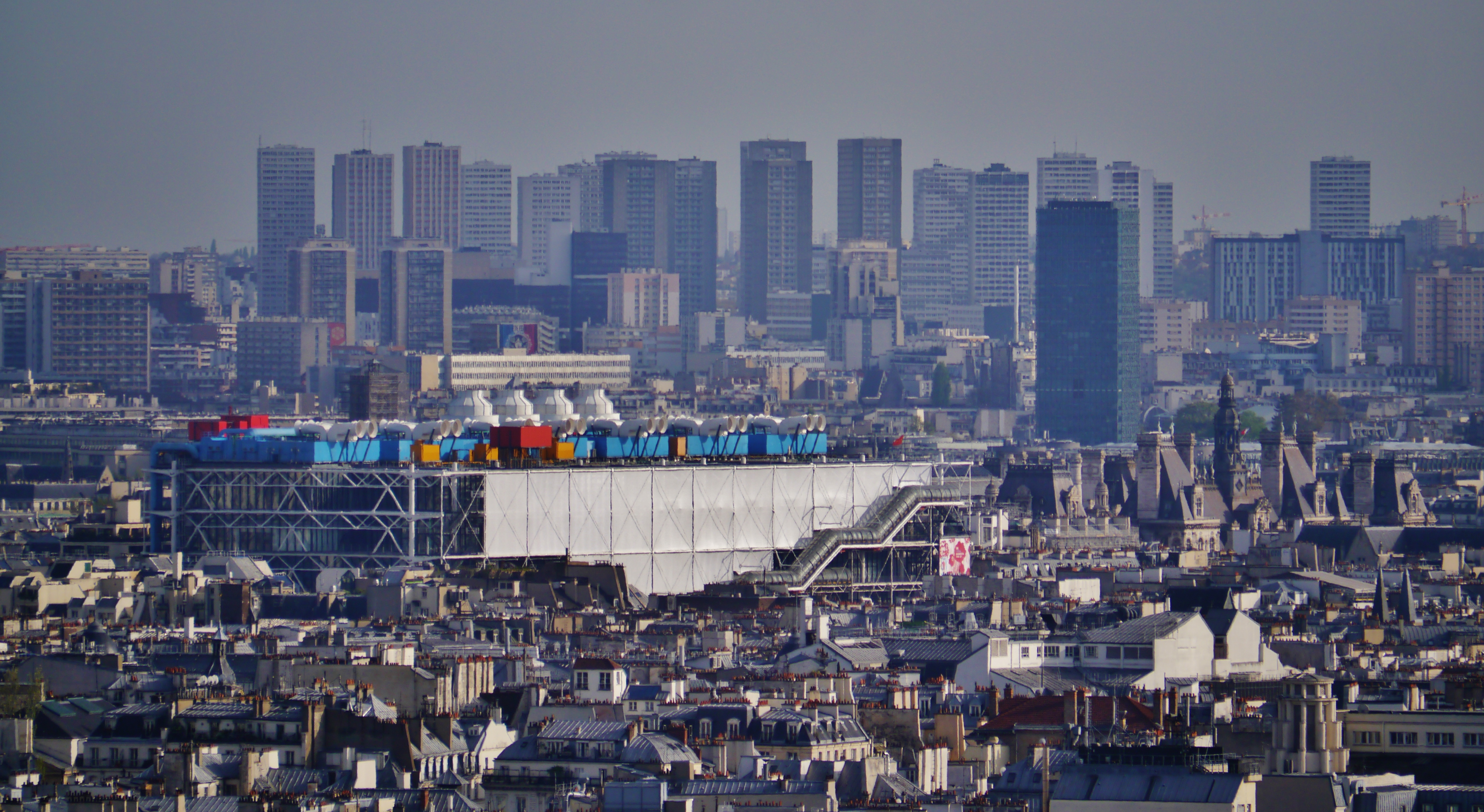
مرکز ملی هنر و فرهنگ ژرژ پمپیدو

مرکز ژرژ پمپیدو (به فرانسه: Centre Georges-Pompidou) نام مؤسسه هنری و فرهنگی است که در سال ۱۹۷۷ به‌نام ژرژ پمپیدو رئیس‌جمهور فرانسه در پاریس برپا شد. این گالری بزرگ‌ترین موزهٔ هنر مدرن در جهان است که ۱۷۷۰۰ متر مربع سطح زیربنا دارد.
این مرکز شامل موزه ملی هنر مدرن، مرکز طراحی صنعتی، اداره توسعه فرهنگی است. نمایشگاه‌های هنری و فرهنگی نیز همیشه در آن برپا است. دو ارگان مهم دیگر یعنی کتابخانه عمومی مرجع و بنیاد پژوهش و هماهنگی موسیقی و آکوستیک نیز بخشی از این مرکز است. ژرژ پمپیدو رئیس‌جمهوری وقت فرانسه پس از بنیان‌گذاری مؤسسه پژوهش‌های تطبیقی، مدیریت آن را به پیر بولز آهنگساز و مؤلف پیشروی فرانسوی سپرد. اندیشه ابتدایی بولز در مؤسسه، گسترش پژوهش در حوزه منابع نوین صوتی، آموزش آزاد و کمک به شکوفایی نسل جوان آهنگساز بود.

## معماری

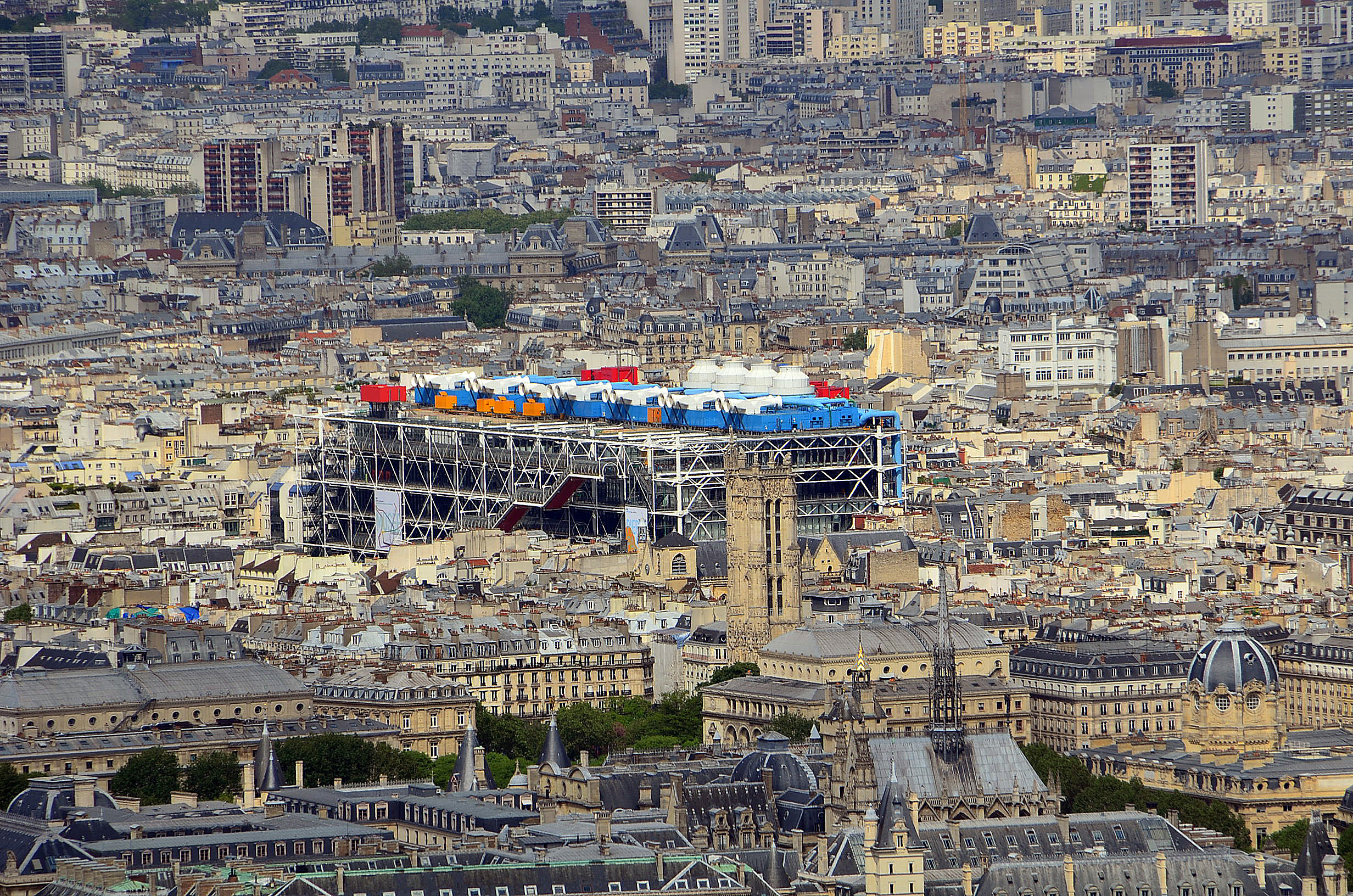
ساختمان مرکز ژرژ پمپیدو

### طراحی
این ساختمان را رنزو پیانو و ریچارد راجرز طراحی کردند.
ژرژ پمپیدو یکی از اولین نمونه‌های بزرگ ساختمان‌های inside out در تاریخ معماری جهان بود که سیستم سازه‌ای، سیستم مکانیکی و مدارهای الکتریکی در سطح خارجی بنا ظاهر شده‌اند. تمام قسمت‌های عملکردی این مرکز با رنگ نمایان شده‌اند: لوله‌های سبز رنگ مربوط به تأسیسات آب، داکت‌های آبی رنگ برای کنترل‌های آب و هوا، رنگ زرد برای سیم مدارهای الکتریکی و رنگ قرمز مربوط به مدارها و سیستم‌های امنیتی هستند.
همچنین تیرها و ستون‌های سازه ساختمان نیز دیده می‌شود. منتقدان آن را به انسانی شبیه دانسته‌اند که دل و روده‌اش بیرون از بدن قرار دارد.
یکی از اهداف اساسی این مرکز جمع‌آوری و پخش اطلاعات هنری در رشته‌های مختلف است. مرکز ژرژپمپیدو در ارتباط با سازمانهای دولتی و خصوصی، مسئولیت هدایت یک مجتمع عظیم فرهنگی را به عهده داشته و در تمام شئونات هنری (به ویژه در زمینه هنرهای معاصر، هنرهای تجسمی، طراحی صنعتی، طراحی و معماری، سینما و پژوهش‌های سمعی) بسیار فعال است.
میدان استراوینسکی در کنار ساختمان این مرکز با مجموعه‌ای از تندیس‌های متحرک در میان و کنار یک استخر آب جلوه دیگری از هنر مدرن را به بازدیدکنندگان عرضه می‌کند.